# Tricimba kuscheli
Tricimba kuscheli är en tvåvingeart som beskrevs av Spencer 1977. Tricimba kuscheli ingår i släktet Tricimba och familjen fritflugor. Inga underarter finns listade i Catalogue of Life.